# IEEE 802.11g-2003
IEEE 802.11g-2003 또는 IEEE 802.11g는 IEEE 802.11b와 마찬가지로 2.4GHz 대역을 사용하면서, 스루풋(처리량)을 54Mbit/s까지 늘린 IEEE 802.11 사양서의 수정판이다. 마케팅 이름인 Wi-Fi의 아래의 이 사양서는 전 세계에서 구현되고 있다. 802.11g 프로토콜은 현재, 발표된 IEEE 802.11-2007 표준의 19조(Clause 19)에 해당한다.
802.11은 무선 네트워크 전송 방식들을 관할하는 IEEE 표준의 집합이다. 각각의 방식들은 보통 오늘날 가정, 사무실, 상업 시설 등에서 무선 연결을 제공하기 위해 802.11a, 802.11b, 802.11g, 802.11n 버전에 사용된다.

## 채널과 주파수

2.4GHz 대역의 802.11b/g 채널

| 채널 | 중앙 주파수 | 채널폭                | 겹치는 채널         |
| ---- | ----------- | --------------------- | ------------------- |
| 1    | 2.412 GHz   | 2.401 GHz - 2.423 GHz | 2,3,4,5             |
| 2    | 2.417 GHz   | 2.406 GHz - 2.428 GHz | 1,3,4,5,6           |
| 3    | 2.422 GHz   | 2.411 GHz - 2.433 GHz | 1,2,4,5,6,7         |
| 4    | 2.427 GHz   | 2.416 GHz - 2.438 GHz | 1,2,3,5,6,7,8       |
| 5    | 2.432 GHz   | 2.421 GHz - 2.443 GHz | 1,2,3,4,6,7,8,9     |
| 6    | 2.437 GHz   | 2.426 GHz - 2.448 GHz | 2,3,4,5,7,8,9,10    |
| 7    | 2.442 GHz   | 2.431 GHz - 2.453 GHz | 3,4,5,6,8,9,10,11   |
| 8    | 2.447 GHz   | 2.436 GHz - 2.458 GHz | 4,5,6,7,9,10,11,12  |
| 9    | 2.452 GHz   | 2.441 GHz - 2.463 GHz | 5,6,7,8,10,11,12,13 |
| 10   | 2.457 GHz   | 2.446 GHz - 2.468 GHz | 6,7,8,9,11,12,13    |
| 11   | 2.462 GHz   | 2.451 GHz - 2.473 GHz | 7,8,9,10,12,13      |
| 12   | 2.467 GHz   | 2.456 GHz - 2.478 GHz | 8,9,10,11,13,14     |
| 13   | 2.472 GHz   | 2.461 GHz - 2.483 GHz | 9,10,11,12,14       |
| 14   | 2.484 GHz   | 2.473 GHz - 2.495 GHz | 12,13               |

참고: 모든 채널이 모든 국가에서 합법적인 것은 아니다.

## 같이 보기
- 가용 채널 평가 공격
- 와이파이